# جزبل (فیلم)
جزبل (انگلیسی: Jezebel) فیلمی در ژانر رمانتیک به کارگردانی ویلیام وایلر است که در سال ۱۹۳۸ منتشر شد.

## بازیگران
- بت دیویس
- هنری فوندا
- مارگارت لیندزی
- دونالد کریسپ
- فی بینتر
- هنری اونیل
- اسپرینگ باینگتون
- چارلز میدلتون
- استارت هولمز
- استایمی برد
- فیلیپ هرلیک

## جوایز اسکار

### برنده
- جایزه اسکار بهترین بازیگر نقش اول زن — بت دیویس
- جایزه اسکار بهترین بازیگر نقش مکمل زن — فای باینتر
- جشنواره فیلم ونیز

### نامزد
- جایزه اسکار بهترین فیلم — هال بی. والیس و ویلیام وایلر
- جایزه اسکار بهترین فیلمبرداری — ارنست هالر
- جایزه اسکار بهترین موسیقی فیلم — ماکس اشتاینر